# Другий корпус УГА
Другий корпус (II Корпус) — військове формування Української Галицької Армії у 1919-1920 роках.
Команда (штаб) була розташована в Бібрці, відповідав Тернопільській військово-територіальній області.

## Історія
Сформований у січні 1919 р. з груп «Схід», «Старе Село» й «Щирець». Спершу мав назву Осадний Корпус, бо здійснював облогу Львова (на фронті від Грибовичів поза Ставчани).
Другий корпус брав участь у червневій Чортківській офензиві (наступі) УГА (після Чортівського пролому), в наступі на Київ у липні — серпні 1919 р. На протибільшовицькому фронті 16 січня 1920 р. просувався в напрямку на Бершадь.
По оголошенні створення ЧУГА корпус займав позиції в районі Бершаді та в Ольгополі.

## Структура
До складу Другого корпусу входили бригади:
- 1-ша бригада УСС (отаман О. Букшований)
  - 1-й полк УСС
    - I курінь
    - II курінь
    - III курінь

  - 2-й полк УСС
    - I курінь
    - II курінь

  - 1-й гарматний полк
  - кінна сотня
  - саперна сотня
- 2-га Коломийська бригада (підполковник Ф. Тінкль) (до червня 1919)
  - I курінь
  - II курінь
  - III курінь
  - 2-й гарматний полк
- 3-тя Бережанська бригада (полковник А. Лєгар, полковник І. Павленко, отаман В. Черський, генерал А. Вольф)
  - 5-й полк
    - I курінь
    - II курінь

  - 6-й полк
    - I курінь
    - II курінь
    - III курінь

  - 3-й гарматний полк
- 4-та Золочівська бригада (полковник Дідюків, отамана С. Шухевич, полковник С. Чмелик)
  - 7-й полк
    - I курінь
    - II курінь

  - 8-й полк
    - I курінь
    - II курінь

  - 4-й гарматний полк
- 7-ма Львівська бригада (підполковник А. Бізанц) (з червня 1919)
  - 13-й полк
    - I курінь
    - II курінь
    - III курінь

  - 14-й полк
    - I курінь
    - II курінь
    - III курінь

  - 7-й гарматний полк
  - саперська сотня

Під час Чортківської офензиви в оперативному підпорядкуванні Другого корпусу перебували також 12-та бригада.

## Командування
Команданти:
- полковник Мирон Тарнавський
- полковник Арнольд Вольф

Начальники штабу:
- полковник Йозеф Папп де Яноші
- полковник Альфред Шаманек
- отаман Фердинанд Льорнер